# Nowa Fundlandia na Igrzyskach Imperium Brytyjskiego 1934
Nowa Fundlandia wystartowała na Igrzyskach Imperium Brytyjskiego w 1934 roku w Londynie jako jedna z 16 reprezentacji. Była to druga edycja tej imprezy sportowej oraz drugi, a zarazem ostatni start nowofundlandzkich zawodników. Startowali jedynie w lekkoatletyce. W kolejnych edycjach reprezentanci tego kraju startowali pod flagą kanadyjską.